# Cyphophthalmus trebinjanus
Espèce
Cyphophthalmus trebinjanus est une espèce d'opilions cyphophthalmes de la famille des Sironidae.

## Distribution
Cette espèce est endémique de Bosnie-Herzégovine. Elle se rencontre à Trebinje sur le Leotar dans la grotte Vučija pećina.

## Description
Le mâle holotype mesure 1,50 mm, les mâles mesurent de 1,48 à 1,56 mm et les femelles de 1,54 à 1,70 mm.

## Étymologie
Son nom d'espèce lui a été donné en référence au lieu de sa découverte, Trebinje.

## Publication originale
- Karaman, 2009 : « The taxonomical status and diversity of Balkan sironids (Opiliones, Cyphophthalmi) with descriptions of twelve new species. » Zoological Journal of the Linnean Society, vol. 156, no 2, p. 260–318.